# Metastelma brachymischum
Metastelma brachymischum är en oleanderväxtart som beskrevs av W.D.Stevens. Metastelma brachymischum ingår i släktet Metastelma och familjen oleanderväxter. Inga underarter finns listade i Catalogue of Life.